# 機動戦士ガンダム Target in Sight
『機動戦士ガンダム Target in Sight』（きどうせんしガンダム ターゲット イン サイト、MOBILE SUIT GUNDAM Target in Sight）は、2006年11月11日にバンダイナムコゲームス（バンダイレーベル）より発売されたPlayStation 3専用ゲームソフト。ガンダムシリーズの作品。ジャンルは3Dアクションシューティング。PS3本体と同時発売5本のローンチタイトルのうちの1本でもある。
ほぼ同時期に北米版も発売されている（英語版記事を参照）。2008年3月19日には廉価版が発売された。

## 概要
一年戦争の最後の3か月間を舞台とし、プレイヤーは地球連邦軍かジオン公国軍の兵士となってモビルスーツ (MS) を操作し、戦い抜く。
プリレンダムービーを一切使わずに100%リアルタイムで描画されており、2005年のE3で発表時には、MSのリアルな表現が話題になった。
本作はMSの改造（基本性能値の向上、武器の改造、塗装の変更など）が可能であり、ポイントを消費してMSやパイロットの補充を行える。特にゲームクリア後データを持ち越しての2周目以降のプレイ時には、原作アニメ作品や、外伝のキャラクター（ボイスやフェイスグラフィックは無く名前のみ）が補充要員として登場し、より強力な部隊を作ることが可能になる。
本作のナレーション・解説は英語になっている（設定では宇宙世紀の公用語は英語とされている）が、ゲーム内設定で永井一郎のナレーションによる日本語に変更可能。
本作の攻略本は、株式会社エンターブレインより、地球連邦軍およびジオン公国軍の全ミッション、全MS、全パイロットのデータを網羅した形で発行されている。ただし、ジオン公国軍最終ミッションの具体的な攻略方法は記載されておらず、他の書籍あるいはYouTubeの攻略動画を見る必要がある。
角川書店の雑誌『ガンダムエーススペシャル ゲーム増刊号』において、曽野由大による同題名で読み切り漫画が掲載されたが、2007年4月号からの連載分では題名が『機動戦士ガンダム オレら連邦愚連隊』に変更されている。

## 登場兵器
| 地球連邦軍 - ジム - ジム・キャノン - ジム寒冷地仕様 - ジム・コマンド - ジム・スナイパーII - 陸戦型ジム - ジム・ストライカー - ガンキャノン - ガンキャノン量産型 - ガンタンク - 量産型ガンタンク - ガンタンクII - 陸戦型ガンダム - ガンダムEz8 - ガンダム | ジオン公国軍 - ザクI - ザクII - ザクII S型 - ザクキャノン - グフ - グフカスタム - ドム - ドム・キャノン - ゲルググ - アッガイ - ハイゴッグ - ズゴック - ズゴックE - ケンプファー - ザメル - ヒルドルブ |

## スタッフ
- プロデューサー - 稲垣浩文
- 制作プロデューサー - 岡本吉弘（ベック）
- 音楽作曲 - 有馬孝哲（ベック）
- 協力会社 - ジャカロープデジタル工房、ライブエフェクト、セントロシステム